# Пингот, Максимилиан
Максимилиа́н Пи́нгот (пол. Maksymilian Pingot; 1 апреля 2003, Конин) — польский футболист, защитник клуба «Лех» и молодёжной сборной Польши. Выступает на правах аренды за клуб «Сталь».

## Клубная карьера
Максимилиан Пингот первые шаги в футболе начинал делать в своем родном городе Конин. В 2016 году он присоединился к молодёжной команде познаньского «Леха».
В апреле 2021 года Пингот сыграл свою первую игру на профессиональном уровне в составе второй команды «Леха» во Второй лиге. Перед началом сезона 2022/23 футболист был переведен в первую команду. Дебют Пингота в основе состоялся 9 июля 2022 года в матче на Суперкубок против «Ракува». А через неделю футболист отметился первой игрой в основе и в чемпионате страны.
В январе 2023 года Максимилиан Пингот поехал в аренду к концу сезона в клуб Первой лиги «Одра».

## Карьера в сборной
С 2022 года Максимилиан Пингот выступает за молодёжную сборную Польши.